# Colin Baker (skuespiller)
 For alternative betydninger, se Colin Baker. (Se også artikler, som begynder med Colin Baker)
Colin Baker, (født 8 juni 1943 i London), er en britisk skuespiller mest kendt som den sjette inkarnationen af Doktoren i BBC-serien Doctor Who.
Baker spillede i Doctor Who mellem årene 1984 og 1986.